# Hans Hass
Hans Hass (Bécs, 1919. január 23. – Bécs, 2013. június 16.) osztrák zoológus, tengerkutató. A cápákról készített dokumentumfilmjei, és a környezetvédelemben kifejtett tevékenysége tették ismertté.

## Pályafutása
Bécsben a Theresianumban tanult. Nagyon érdekelte a tengerbiológia, ezért 1937-ben a sikeres érettségi vizsgája jutalmául a francia Riviérára utazhatott. Ott sajátította el Guy Gilpatric amerikai forgatókönyvírótól a szabad tüdős merülést és a szigonyos búvárvadászatot. Hazatérése után a víz alatti fényképezés megvalósításával foglalkozott, a gépéhez speciális fémtokot készített egy bécsi lakatosmester. A Kornati-szigeteknél ezzel a géppel fotózott. A parton állította be a gépet, a víz alatt csak a kioldót működtette.
1939-ben barátaival Curaçaóra és Bonairéra utazott, és ott forgatta első víz alatt filmjét. Közben elkezdődött a második világháború, nagy kerülővel, az Egyesült Államokon, Japánon, Kínán és a Szovjetunión keresztül érkeztek vissza a Nagynémet Birodalomba. A Szovjetunió 1939–40-ben még nem lépett be a háborúba. 
Nem sorozták be katonának, mert Raynaud-kórban szenvedett. Hass Berlinbe költözött, és az UFA filmvállalatnál a víz alatti dokumentumfilmek független producerévé nevezték ki. „Nélkülözhetetlen” státusza megvédte a katonai szolgálattól a háború végéig. A Karib-térségben végzett filmforgatások, és az első szakcikkei után a jogtudományokról a zoológiára váltott a Friedrich Wilhelms-Egyetemen.
1942-ben, Görögország megszállása után egy évvel újabb expedíciót vezetett a Szporádok északi részéhez, Szantorinire, a Kükládokra és Krétára. Alfons Hochhauser Görögországba települt honfitársa volt a tolmácsa, helyi vezetője. Hass újralégző-készüléket, és a búvármerülés történetében először, békatalpat használt. Az itt forgatott víz alatti felvételekből készült a Menschen unter Haien (Emberek a cápák között) című 84 perces filmje, amit 1947-ben mutattak be először Zürichben, egy évvel később Bécsben, 1949-ben pedig Németországban. Hass fő célja az volt, hogy eloszlassa a cápáktól való félelmet, mert ez a rettegés akadályozza meg az embereket abban, hogy felfedezzék a víz alatti világot.
1944-ben a mohaállatokról írta disszertációt. A háború után antropológiával és a biológiai evolúcióval foglalkozott.
1949 és 1954 között jelentős mértékben járult hozzá a Rolleimarin víz alatti fényképezőgép létrehozásához. A Franke & Heidecke braunschweigi finommechanikai és optikai cég 1954-től sorozatban kezdte gyártani, és a 70-es évek közepéig használták a búvárfotósok.
Hass 1958 és 1985 között 70 televíziós dokumentumfilmet forgatott. Róla nevezték el a Heteroconger hassit 1959-ben.

## Filmjei (válogatás)
- 1940: Pirsch unter Wasser (rövidfilm)
- 1947 : Menschen unter Haien
- 1950 : Abenteuer im Roten Meer (a  Velencei biennálé díjazottja)
- 1959 : Unternehmen Xarifa (a Víz alatti dokumentumfilmek nemzetközi filmfesztiválján díjat nyert Los Angelesben)

## Művei (válogatás)
- 1939: Jagd unter Wasser mit Harpune und Kamera
- 1941: Unter Korallen und Haien
- 1942: Fotojagd am Meeresgrund
- 1949: Menschen und Haie
- 1958: Fische und Korallen
- 1968: Wir Menschen. Das Geheimnis unseres Verhaltens
- 1971: In unberührte Tiefen. Die Bezwingung der tropischen Meere
- 1976: Eroberung der Tiefe. Das Meer – seine Geheimnisse, seine Gefahren, seine Erforschung
- 1976: Der Hans-Hass-Tauchführer. Das Mittelmeer. Ein Ratgeber für Sporttaucher und Schnorchler
- 1980: Im Roten Meer. Wiederkehr nach 30 Jahren
- 1986: Abenteuer unter Wasser. Meine Erlebnisse und Forschungen im Meer
- 1996: Aus der Pionierzeit des Tauchens. In unberührte Tiefen
- 2005: Lebe deinen Traum
- 2016 (posztumusz): Aufbruch in eine neue Welt

### Magyarul
- Vadászok a tenger mélyén; ford. Fóthy János; Bibliotheca, Bp., 1957 (Világjárók)
- Érintetlen mélységekben; ford. Sárközy Elga; Gondolat, Bp., 1974